# Лыкова, Лидия Павловна
Ли́дия Па́вловна Лы́кова (23 марта 1913, дер. Павловская, Шестаковская волость, Никольский уезд, Вологодская губерния, Российская империя, — 16 ноября 2016, Москва, Россия) — советский партийный и государственный деятель, заместитель Председателя Совета Министров РСФСР (1967—1985).

## Биография
В 1940 году окончила Вологодский заочный педагогический институт, в 1957 году — аспирантуру Академии общественных наук при ЦК КПСС.
Член ВКП(б) с 1938 года. С 1939 года — на комсомольской и партийной работе в Вологодской области.
- 1942—1945 гг. — первый секретарь Молотовского районного комитета ВКП(б) Вологды, затем — Сокольского горкома ВКП(б) Вологодской области,
- 1945—1947 гг. — заведующая отделом Вологодского областного комитета ВКП(б),
- 1947—1949 гг. — в аппарате ЦК ВКП(б), инспектор Управления кадров ЦК ВКП(б),
- 1949—1955 гг. — секретарь Ивановского областного комитета КПСС,
- 1955—1958 гг. — второй секретарь Ивановского комитета КПСС,
- 1958—1961 гг. — второй секретарь Смоленского комитета КПСС,
- 1961—1967 гг. — министр социального обеспечения РСФСР,
- 1967—1985 гг. — заместитель председателя Совета Министров РСФСР.

Член ЦК КПСС (1976—1986), кандидат в члены ЦК  КПСС (1952—1976). Депутат Совета Национальностей Верховного Совета СССР 9-11 созывов (1974—1989) от Калмыцкой АССР.
С декабря 1985 года на пенсии.
В 1986 году была избрана председателем Совета Всероссийской организации ветеранов войны и труда, позже — член президиума Совета Всероссийской организации ветеранов войны и труда.
Похоронена на Троекуровском кладбище (участок 10).

## Награды  и звания
- Орден Дружбы (1 декабря 2007 года) — за активную общественную работу по социальной поддержке ветеранов и патриотическому воспитанию молодёжи[2]
- Четыре ордена Ленина
- Орден Ленина (22 марта 1973 года) — за заслуги  перед   Коммунистической   партией   и  Советским   государством  и  в  связи  с  шестидесятилетием  со  дня  рождения[3]
- Орден Ленина (22 марта 1983 года) — за заслуги  перед  Советским  государством   и  в  связи  с  семидесятилетием   со  дня   рождения[4]
- Орден Октябрьской Революции
- Орден Трудового Красного Знамени (22 марта 1963 года) — за заслуги  перед  Советским  государством   и  в  связи   с  пятидесятилетием   со  дня   рождения[5]
- Орден Дружбы народов (22 марта 1988 года) — за заслуги  перед  Советским   государством[6]
- Медаль «За трудовую доблесть» (25 декабря 1959 года) — за достижение высоких показателей в производстве и продаже государству  в  1959  году  мяса  и  других  продуктов  сельского  хозяйства[7]
- Медаль «За доблестный труд в Великой Отечественной войне 1941—1945 гг.» (1945)
- Почётная грамота Президента Российской Федерации (21 марта 2013) — за достигнутые трудовые успехи, многолетнюю добросовестную работу и активную общественную деятельность[8]
- Благодарность Президента Российской Федерации (22 марта 2003) — за многолетнюю плодотворную государственную и общественную деятельность[9]
- Почётная грамота Правительства Российской Федерации (21 марта 1998) — за многолетнюю плодотворную государственную и общественную деятельность и в связи с 85-летием со дня рождения[10]
- Благодарность Правительства Российской Федерации (12 марта 2013) — за многолетнюю плодотворную деятельность и заслуги перед Отечеством[11]
- Благодарность Правительства Российской Федерации (20 марта 2008) — за заслуги перед Отечеством и многолетнюю плодотворную общественную деятельность[12]
- Почётная Грамота Президиума Верховного Совета Российской Федерации (1 марта 1993) — за большой личный вклад в создание всероссийской ветеранской организации и в связи с 80-летием со дня рождения[13]